# プータナー

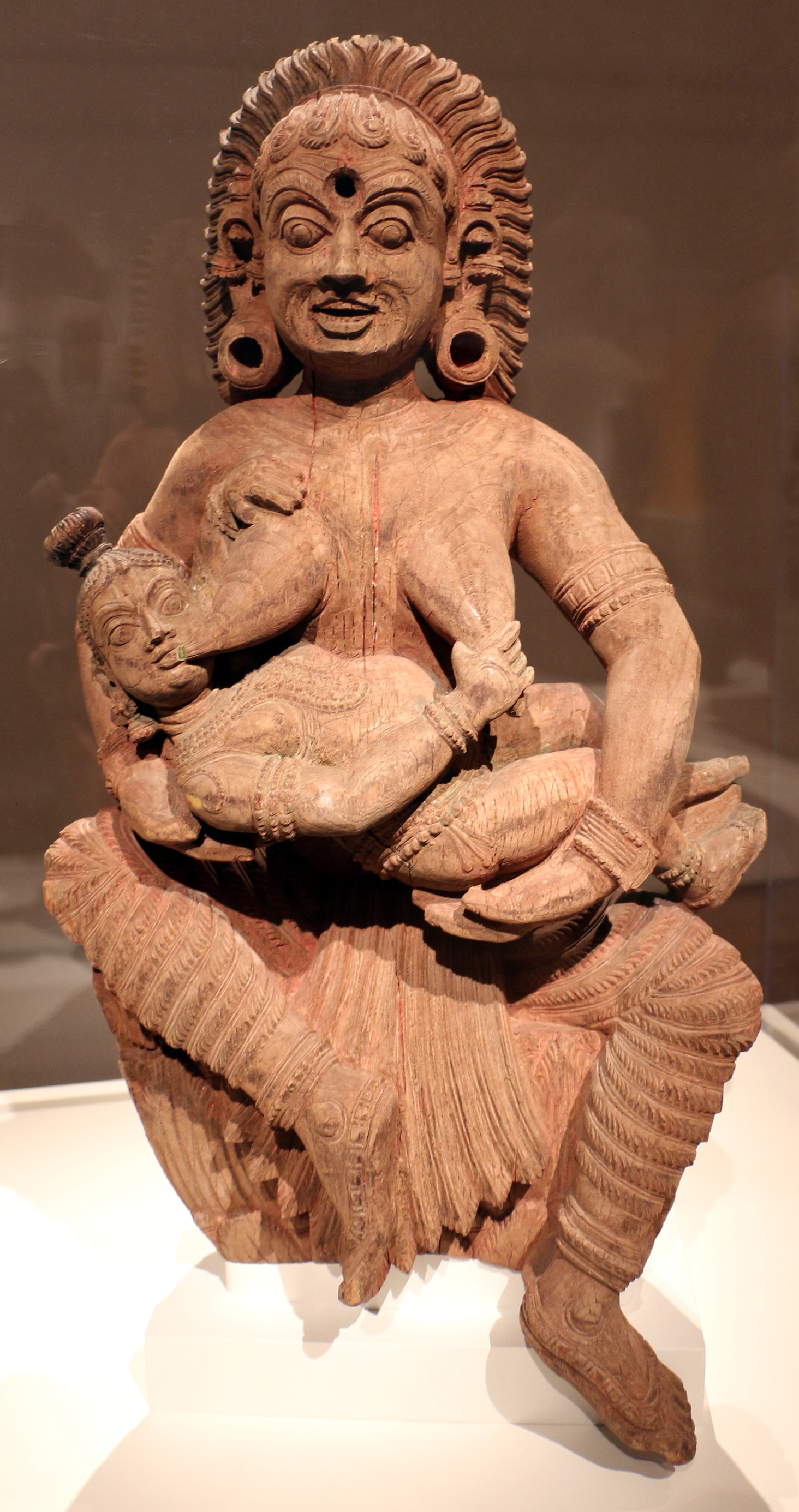
ケーララ州のプータナーとクリシュナの17世紀の木彫刻

プータナー（Pūtanā、直訳: 腐敗）は、ヒンドゥー教において、乳児のクリシュナによって殺された羅刹天（女悪魔）。プータナーは若くて美しい女性の姿をし、毒の入った母乳を与えてクリシュナを殺そうとする。しかし、クリシュナは胸から乳と生気を吸う。プータナーはまた、クリシュナに母乳を与えたため、クリシュナの乳母と見なされている。自らの母乳を与えることによって、プータナーは邪悪な動機の陰で「母性による献身として最高の行為」を行った。この伝説は、ヒンドゥー教の経典やいくつかのインドの本で繰り返し語られ、彼女は邪悪なハッグ、または最初は邪悪な動機を持っていたが、クリシュナに降伏した女悪魔など様々に描かれている。
プータナーは、乳児の病気または鳥として解釈され、乳児への危険または欲望を象徴し、悪い母親の象徴としても解釈される。プータナーは、マートリカーと呼ばれるヒンドゥー教の不吉な地母神の一団と、ヨーギニーの一団にも含まれている。古代インドの医学書は、プータナーを崇拝することで子供を病気から守れると規定している。古代インドの文書では、複数のプータナーの一団が言及されている。